# Эйдсволлс
Эйдсволлс (норв. Eidsvolls plass) — площадь и парк в Осло, столице Норвегии. Располагается к западу от здания парламента Норвегии, к югу от улицы Карла-Юхана и к востоку от парка Студентерлунден и Национального театра. Площадь Эйдсволлс называют «Национальной аллеей Норвегии».

## История
На месте нынешней площади Эйдсволлс раньше была болотистая местность, на которой был разбит парк примерно в то же время, когда на улице Карла-Юхана возводились здания, а на юге была проложена улица Стортингсгата. Он был сохранён, так как владельцы домов по улице Карла-Юхана не хотели, чтобы на другой стороне улицы были высокие здания. В 1864 году, примерно в то время, когда возводилось здание парламента Норвегии, парк получил свое нынешнее название по коммуне Эйдсволл, где Учредительным собранием Норвегии была разработана и принята Конституция Норвегии.
В 1881 году на площади Эйдсволлс был установлен памятник Генрику Вергеланну работы Брийнульфа Бергслина. Его открытие, состоявшееся 17 мая того же года, в День конституции Норвегии, прошло в крайне политизированной атмосфере. Свою речь там перед 50 000 собравшихся зачитал Бьёрнстьерне Бьёрнсон. Среди слушавших было не менее 2000 сельских жителей из Эстердаля и других земель. В течение многих лет Вергеланн изображался в первую очередь как мастер слова, особенно его первым биографом (в 1866 году) Хартвигом Лассеном, но либералы, такие как Олаф Скавлан и Эрик Вуллум, видели в Вергеланне политического деятеля, предшественника их собственной идеологии. Консерваторы категорически возражали против того, чтобы с речью на открытии памятника выступил Бьёрнсон, предложив других кандидатов, но не были услышаны. До этого они уже сами провоцировали либералов, когда в 1880 году на площади Сторторвет был открыт памятник датскому и норвежскому королю Кристиану IV. Впоследствии на площади появились и другие памятники, в том числе и самому Бьёрнсону. Из-за большого количества национальных символов площадь Эйдсволлс получила прозвище «Национальной аллеи Норвегии».
В 1956 году был реализован проект архитектора Арнстейна Арнеберга по созданию декоративного бассейна на площади Эйдсволлс. Спонсором этих работ стала компания Christiania Spigerverk (Spikerverk переводится как «фабрика гвоздей»), благодаря чему бассейн получил шутливое прозвище Spikersuppa («суп из гвоздей»). В центре бассейна работает фонтан, а в 1958 году вокруг него были высажены деревья. К западу от него была установлена статуя оленя. В 1976 году территория бассейна увеличилась на 25 %, а с 1994 года в зимнее время она используется как каток.

## Транспорт
Ближайшими к площади Эйдсволлс остановками общественного транспорта являются трамвайная остановка «Площадь Вессельс» (норв. Wessels plass), станция метро Стортинг, а также одноимённая автобусная остановка.